# 2-Chlorhexan
2-Chlorhexan ist eine chemische Verbindung aus der Reihe der Chloralkane.

## Gewinnung und Darstellung
2-Chlorhexan kann katalytisch aus Hexan und Tetrachlorkohlenstoff hergestellt werden. Bei den richtigen Bedingungen kann nahezu vollständiger Umsatz erfolgen, wobei immer auch eine gewisse Menge 1-Chlorhexan entsteht. Als Katalysator am besten geeignet zeigte sich Molybdänhexacarbonyl in Methanol. Das Stoffmengenverhältnis Katalysator:Hexan:Tetrachlorkohlenstoff:Methanol 1:200:600:2400 führt nach 3 h Reaktionszeit bei 130 °C zu einer 98%igen Ausbeute an 2-Chlorhexan.